# 킨죠 나루미
킨죠 나루미(일본어: 金城 成美 きんじょう なるみ[*], 1994년 11월 22일 ~ )는 일본의 배우, 가수, 유튜버이다. 애칭은 나루(なる).

## 이력
1999년부터 광고 모델 등의 활동을 시작했다.
2003년에 쇼가쿠칸 "챠오"의 "니나를 찾아라!! 모델 오디션"에 참가한 것이 계기가 되어 아뮤즈에 스카우트되었고, 아역 배우로서 활동을 시작했다. 또 같은 시기에는 아역 활동과 병행하여 노래와 춤 레슨도 받고 있었다.
2011년에 드라마 오디션을 계기로 조리 로저로 이적했다. 배우로서 여러 영상 작품에 출연하는 한편, 중·고등학생 유닛 아이돌 그룹 『스테이션♪』의 멤버로 발탁되어 아이돌 활동도 시작했다. 초대 리더도 맡았으나, 2012년 12월 30일에 해당 그룹을 졸업했다.
2013년에 에이벡스의 아이돌 부문인 iDOL Street로 이적하였다. iDOL Street 소속 아이돌 그룹 "TOKYO TORiTSU 이것으로 위원회"의 멤버로 활동하며 위원장(리더)을 맡았다. 이후 2015년 3월 말에 해당 그룹을 졸업했다.
2016년에 고단샤와 UUUM이 공동 운영하는 유튜브 채널 '봉봉TV'의 정규 출연자로 발탁되어, 유튜버로 데뷔했다. 2월 14일에는 고단샤 본관 강당에서 열린 '봄봄 학원제 – 모두 함께 발렌타인! 초콜릿 생일 파티'에 출연했다.
2017년 1월 28일과 1월 29일에는 U-FES 파이널 투어에서 진행된 촬영회 및 팬 사인회에 참가했다.
2018년 1월 18일 본인이 출연하는 "봄봄TV"의 유튜브 채널 구독자 수가 100만 명을 돌파했으며, 3월 24일에는 도쿄 시내에서 100만 명 돌파 기념 이벤트가 개최되었다. 또한 2월 3일에 자신의 노래로 참여한 봄봄TV의 테마송 "봄봄드림"이 공개되었다. 3월 21일에는 '간사이 컬렉션 2018'에 출연했다.

## 출연작

### 텔레비전
- 『가자 동물의 숲』 (2006년, 닛폰TV)
- 『일본! 건드려 Z』 (2013년, TBS) – 소개 코너 출연
- 『스키리!!』 (2013년, 닛폰TV) – 소개 코너 출연
- 『코핑크스!』 (2014년, 시즈오카 아사히 TV) – 정규 리포터
  - 디즈니 영화 『엔더의 게임』 (2014년 1월 7일) – 리포트 출연
  - 영화 『더 울프 오브 월 스트리트』 (2014년 2월 4일) – 리포트 및 인터뷰
  - 디즈니 영화 『베이맥스』 (2014년 12월 16일) – 리포트 및 인터뷰
- 『코스코스프레프레』 (2014년 8월 29일, 후지TV ONE) – 원피스 스페셜 in 오다이바 신대륙 2014
- 『무지카 피콜리노 겨울 스페셜』 (2015년, NHK 교육)
- 『오하스타』 (2020년 7월 22일, TV 도쿄) – 게스트 출연
- 『뮤클드리미 믹스!』 (2021년 4월 11일 ~ , TV 도쿄) – 오프닝/엔딩 주제가, 실사 파트 출연

### 라디오
- 『극단 히토리의 극단 삼바 카니발』 (2013년 10월 ~ 2014년 3월, FM 후지) – 정규 어시스턴트, 매주 토요일 오후 8시 방송

### 스트리밍
- 『TO코인! 방송위원회』 (2014년 10월 6일 ~ 2015년 3월 30일, SHOWROOM)
- 『봄봄TV』 (고단샤)
  - 「캐치 대결」 – ‘なるまる’로서 UFO 캐처 대결 프로그램에 출연 [10]
  - 「봄봄 학원・연극부」 – ‘なる’ 역으로 출연
  - 「안녕 햄코」 – 말하는 애니메이션 코믹에서 ‘팡코’ 목소리 담당
  - 「봄봄 뉴스」 – 유행할 정보, 화제의 소식을 전하는 뉴스 캐스터로 출연
  - 「いちなる」 – 대량의 영상 콘텐츠를 제작・출연
- 『봄봄 아카데미』 (구 키즈봄봄) (2015년 ~ , 고단샤)
- 『いちなる와 함께! 봄봄 아카데미』 (구 いちなるTV) (2019년 11월 ~ , 고단샤)

### 드라마
- 『무뚝뚝한 진』 월요 9시 드라마 (2005년, 후지TV) – 최종화 아역 소녀 역
- 『여왕의 교실 스페셜 에피소드 2 – 악마 강림』 (2006년, 닛폰TV) – 구시켄 나루미 역
- 드라마W 『유괴』 (2009년, WOWOW) – 구즈하라 카즈하 역
- 『Q10』 제6화 (2010년, 닛폰TV) – 여학생 역
- 『보면 안 되는 TV』 당신이 더 모르는 세계 「낯선 여자아이」 (2011년, BS닛폰TV) – 키노시타 에미 역
- 『라즈베리 걸・라즈베리 보이』 (2013년, TOKYO MX TV)

### 공연
- 만옥야 킨노스케 일좌 「자☆요로킨」 제3회 본공연 『다카마츠 심중 스님과 오이란의 사십구일』 (2013년 7월 10일 ~ 15일, 시어터 그린 BOX) – 메모리 역
- Smile Earth Project Vol.8 『라즈베리 걸』 (2013년 9월 19일 ~ 23일, 나카노 더 포켓) – 후쿠토미 사치 역
- Flying Trip 제8회 공연 『굿바이 조커』 (2014년 4월 4일 ~ 9일, 아우루스폿) – 아카네 역
- Reset Limit
  - 제3회 공연 『니콜라』 (2014년 6월 25일 ~ 29일, 시어터 풍자화전) – 니콜라 역
  - 제4회 공연 『딜루전! 프리즈너!』 (2014년 9월 20일, 우디 시어터 나카메구로) – 게스트 출연
  - 제8회 공연 『mixed blessing!』 (2015년 6월 26일 ~ 7월 5일, 산구바시 트랜스미션) – 리아 역
  - 제10회 공연 『Saturation story』 (2017년 4월 1일, 산구바시 트랜스미션) – 게스트 출연
- ONEDAYSTAGE 『최고의 식탁』 (2015년 9월 16일 ~ 20일, 시모오치아이 TACCAS) – 이가라시 카렌 역
- M's 기획 『전멸의 선율이 들려온다』 (2015년 10월 20일 ~ 21일, 시부야 러시) – 레이나 역

### 영화
- 『나의 할머니』 (2008년, 키노시타 매니지먼트 제작) – 아역 출연
- 『소프튼!』 (2014년, 제6회 오키나와 국제영화제 출품작) – 야마다 역

### CM
- 『닌텐도 마리오 파티 7』 (2005년 12월)
- 『오릭스 렌터카 – 여름 렌터카 캠페인』 (2006년 7월)
- 『유튜버 매거진』 (고단샤 / 전국 TV 광고, 2016년 4월 17일부터 방송)

### 비디오·DVD
- 『학교의 도시전설 – 화장실의 하나코 씨』 (2007년) – 이케다 하나코 역
- 『당신이 더 모르는 세계 망령편』 「낯선 여자아이」 (2012년 11월 4일) – 키노시타 에미 역
- 『2채널의 저주 6』 「심령은 왜 사진에 찍히는가」 (2012년) – 주연
- 『절규』 「12년 후…」 (2013년) – 주연

### 교육용 영상
『교육용 약물 남용 방지 영상(VP)』 (2010년, 경시청 제작) – 출연: 카토 이치카, 야노 미노리, 킨조 나루미

### 신문
- 석간후지 – 철도 아이돌 유닛 ‘스테이션♪ 관련 기사에 킨조 나루미로 등장 (2012년 2월 23일)

### 기타 출연 경력
- 『퓨어퓨어』 (2003년, 타츠미 출판)
- 『au 가족 할인』 (2005년) – 스틸 사진 모델
- 『스테이션♪』 관련 활동 ※ 별도 항목 참고
- 『iDOL Street』 관련 활동 ※ 별도 항목 참고
- 『영 간간(ヤングガンガン)』 (2013년, 스퀘어 에닉스) – 그라비아 출연
- 『아이돌 잼 Z – 프린세스와 주홍용의 왕관』 (2014년, GREE) – 킨조 나루미로 출연

### 모델
- 『챠오』 (2003년, 쇼가쿠칸)
- 『초등학교 3학년생』 (2005년, 쇼가쿠칸)
- 『시나몬이 가득! 시나몬 공식 팬북』 (2005년, 쇼가쿠칸)
- 『디지털 사진 활용술 – 정리, 편집부터 복구까지의 테크닉』 (2010년) – 표지 모델

## 작품
- 직접 디자인한 마스코트 캐릭터 '킨타로' (2012년)

## 같이 보기
- 가토 이치카